# Alberto Jorge García
Alberto Jorge García Carpizo (* 26. September 1993 in Guadalajara, Jalisco) ist ein ehemaliger mexikanischer Fußballspieler, der meistens im Mittelfeld bzw. in der Sturmreihe agierte.

## Laufbahn
Alberto García spielte spätestens ab 2010 im Nachwuchsbereich des Querétaro Fútbol Club, bei dem er auch seinen ersten Profivertrag erhielt.
2013 erwarb ihn der CF Atlante, der ihn später an die beiden großen Rivalen des mexikanischen Fußballs, Deportivo Guadalajara und Club América, auslieh.
Danach spielte er nur noch für unterklassige mexikanische Vereine sowie den costa-ricanischen Verein Belén FC und den guatemaltekischen Verein CD Guastatoya.
Zum Abschluss seiner aktiven Laufbahn stand García im kompletten Kalenderjahr 2023 noch einmal bei seinem ersten Verein Querétaro Fútbol Club unter Vertrag.

## Familie
Alberto Jorge García ist ein Sohn von Alberto García Martínez, der zwischen 1993 und 1996 ebenfalls für Deportivo Guadalajara spielte, und Bruder von Brian García, der in der Clausura 2025 mit Deportivo Toluca die mexikanische Fußballmeisterschaft gewann.